# 農民教育短期大学
農民教育短期大学（のうみんきょういくたんきだいがく）は、茨城県東茨城郡鯉淵村 において1950年に設置が計画されていた日本の私立短期大学である。鯉淵学園短期大学という名称も考えられていた

## 概要
- 短期大学が発足する前年の1949年当時、設置予定地とされた茨城県東茨城郡鯉淵村に所在していた財団法人農民教育高等農事講習所が母体となっていたことが資料から読み取ることができる[4][5]。当各種学校は、1945年に設置された全国農業会「高等農事講習所」を源流とし[1]、短期大学の設置申請を行っていたが、結局は実現されず。のち、当財団法人は、公益財団法人鯉淵学園に改組され、現在の鯉淵学園農業栄養専門学校を経営している[1]

## 設置予定学科
- 不明